# 車石

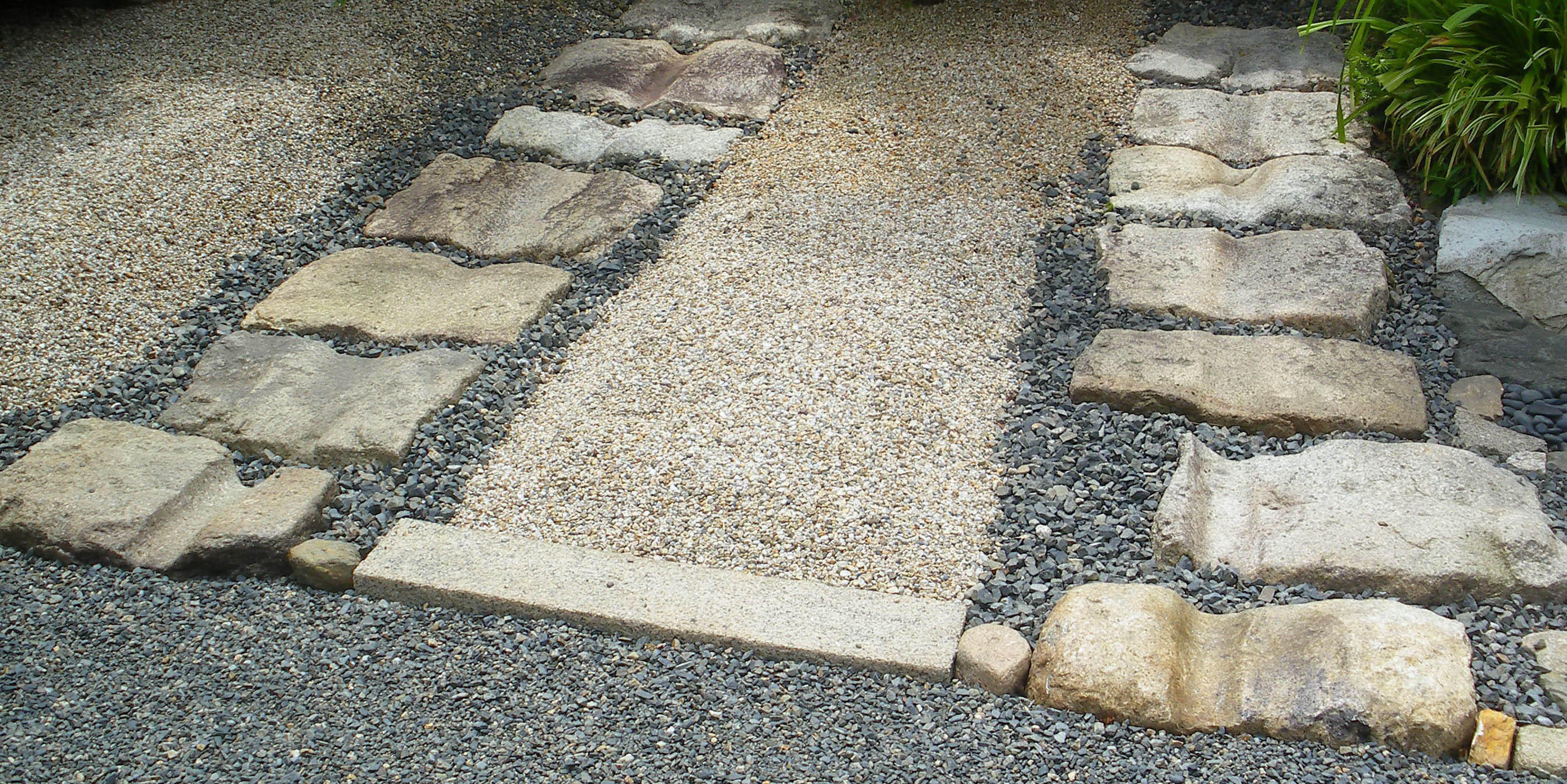
滋賀県大津市閑栖寺に復元された車石

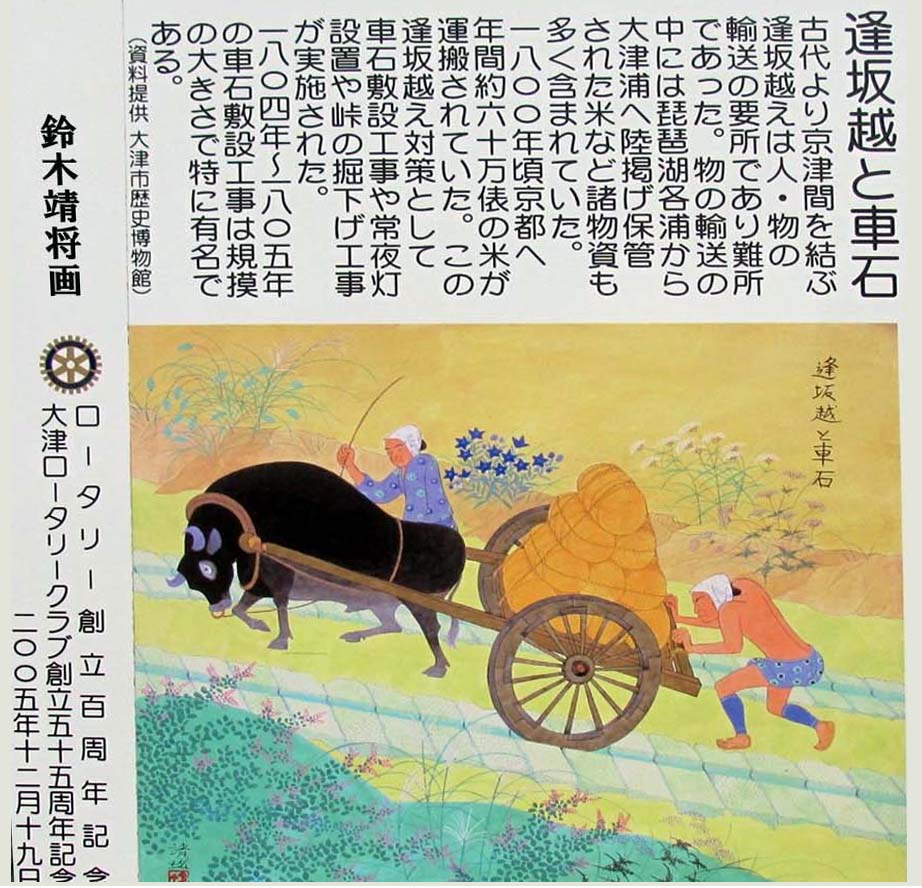
逢坂峠越えの車石（大津駅前広場の石碑から）

車石（くるまいし）は、車道（くるまみち）、輪通り石、輪石、輪形石などとも呼ばれ、日本において鉄道ができる前の江戸時代後期に、街道の峠などの坂道の脇に建設された牛車用の石畳で、牛車などを引いて荷物運搬をするための側道であった。

## 概要
江戸時代後期（18世紀中頃から19世紀はじめごろ）に、京都周辺の主要三街道に併設された車道の牛車の車輪が通る二列に花崗岩の厚板石が敷かれた。牛車の長年の通行のために自然に溝ができた石である。牛車の車輪でできた跡を「輪形」といい、その輪形が石にできたので、輪形石と言われていた。昭和初期に、「車石」と呼ばれるようになった。
京都の外港である大津から京都への東海道（逢坂峠・日ノ岡峠超え）、伏見から京都への竹田街道、下鳥羽から京都への鳥羽街道の車道に利用された。車道は、単線の一方通行で、午前は京都から大津、午後は、大津から京都へと運行された。竹田街道、鳥羽街道でも同様に、午前は京都への上りで、午後からは京都からの下りであった。
車道は幅が9尺（2.7m）で、真ん中の1尺（90cm）の牛道をはさんで両側に、おもに花崗岩の石が敷かれて、この上を牛車の車輪が通っていた。車石そのものは、縦30cm、横60cm、厚さ25cm - 30cm位の大きさで、輪形石・輪石・輪通石などとも呼ばれていた。
2003年から「車石・車道研究会」が設立されている。
なお「車石」という言葉は「根室車石」のように、放射状で車輪のように見える放射状節理にも使われている。